# XScreenSaver
XScreenSaver ist ein freier Bildschirmschoner für unixoide Betriebssysteme, die das X Window System verwenden. Er wurde von Jamie Zawinski entwickelt und steht unter der MIT-Lizenz.

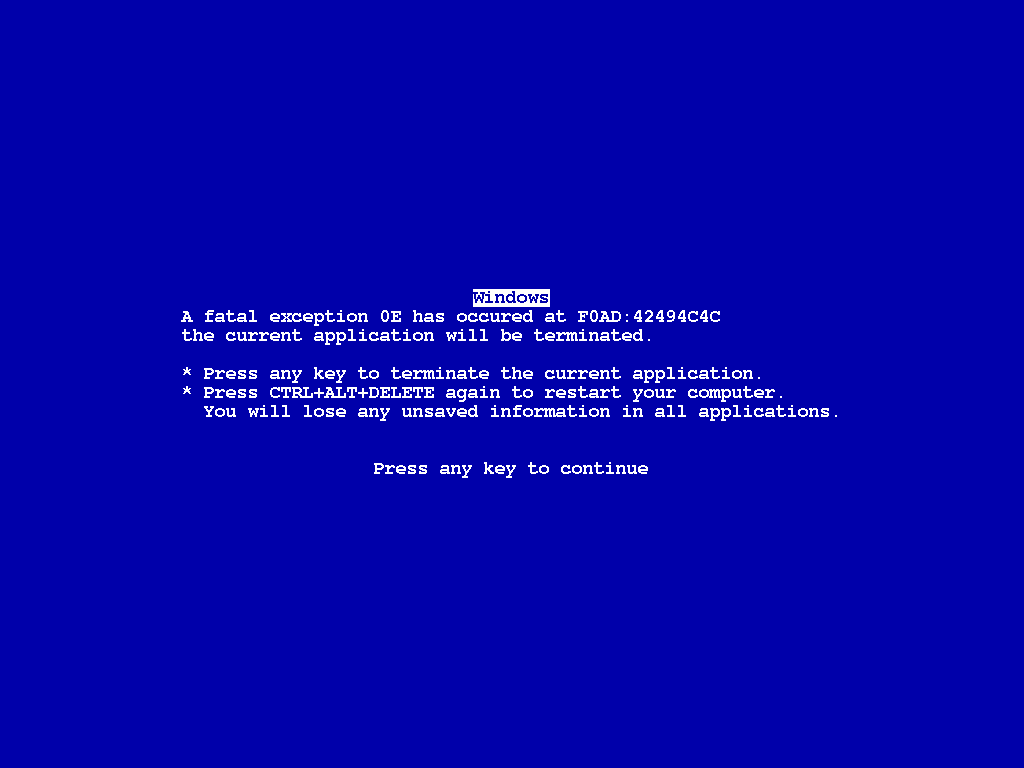
Das Modul „BSOD“ enthält bekannte Fehlermeldungen verschiedener Betriebssysteme

Der XScreenSaver ist insbesondere auf den freien Unix-Systemen (GNU/Linux u. a.) verbreitet. Allerdings haben die Desktop-Umgebungen KDE und GNOME eigene Bildschirmschoner (kscreensaver bzw. gnome-screensaver) entwickelt.
Ein Grund für die Popularität des XScreenSaver ist auch die Möglichkeit für Programmierer, eigene Module zu entwickeln. So lassen sich zum Beispiel OpenGL-basierte Animationen wie GLMatrix hinzufügen. Ein Verwaltungssystem ermöglicht es die Module zu konfigurieren, zum Beispiel mit welcher Geschwindigkeit die Animationen abgespielt werden sollen. Manche Module verarbeiten auch Bilddateien oder Texte, die frei einstellbar sind.
Neben der Veränderung des Bildschirminhaltes lässt sich die aktuelle X-Session sperren, so dass der Benutzer sein Passwort eingeben muss, um wieder an die Bildschirminhalte zu kommen.
Die Paketierer von Debian entfernten 2016 gegen den Willen des Autors eine Warnung aus dem Programm, die beim Start einer alten Programmversion erschien.